# 1974 în științifico-fantastic
- 1973 în științifico-fantastic — 1974 în științifico-fantastic — 1975 în științifico-fantastic

1974 în științifico-fantastic a implicat o serie de evenimente:

## Nașteri și decese

### Nașteri
- Naomi Alderman
- Christian Montillon
- Nnedi Okorafor
- Karla Schmidt
- André Wiesler (d. 2017)
- Juli Zeh

### Decese
- Arthur J. Burks (n. 1898)
- Leslie Greener (n. 1900)
- P. Schuyler Miller (n. 1912)
- Sándor Szathmári (n. 1897)
- Ilia Varșavski (n. 1908)
- Bruno S. Wiek (Pseudonimul lui Walter Troppenz; n. 1897)
- Witold Zegalski (n. 1928)

## Cărți

### Romane
- Drumul lui Icar de Liuben Dilov
- Iarba cerului de Constantin Cubleșan

## Filme
| Titlu                              | Regizor                          | Distribuție                                                                      | Țara                                                  | Sub-Gen /Note |
| ---------------------------------- | -------------------------------- | -------------------------------------------------------------------------------- | ----------------------------------------------------- | ------------- |
| Dark Star                          | John Carpenter                   | Brian Narelle, Andreijah Pahich, Carl Duniholm                                   | Statele Unite ale Americii                            | [ 2 ]         |
| Godzilla vs. Mechagodzilla         | Jun Fukuda                       | Masaaki Daimon, Kazuya Aoyama, Reiko Tajima                                      | Japonia                                               |               |
| Flesh Gordon                       | Michael Benveniste, Howard Ziehm | Jason Williams, Suzanne Fields, Joseph Hudgins                                   | Statele Unite ale Americii                            |               |
| Footprints on the Moon             | Luigi Bazzoni, Mario Fanelli     | Florinda Bolkan, Klaus Kinski                                                    | Italia                                                |               |
| The Island at the Top of the World | Robert Stevenson                 | David Hartman, Donald Sinden, Jacques Marin, Mako, David Gwillim, Agneta Eckemyr | Statele Unite ale Americii                            |               |
| Ultimele zile ale Planetei Pământ  | Shiro Moritani                   | Tetsuro Tamba, Kenju Kobiashi                                                    | Japonia                                               | [ 3 ]         |
| The Mutations                      | Jack Cardiff                     | Donald Pleasence, Tom Baker, Brad Harris                                         | Regatul Unit al Marii Britanii și al Irlandei de Nord | [ 4 ]         |
| Phase IV                           | Saul Bass                        | Nigel Davenport, Michael Murphy, Lynne Frederick                                 | Statele Unite ale Americii                            |               |
| Prophecies of Nostradamus          | Toshio Masuda                    | Tetsuro Tamba, Toshio Kurosawa, Kaoru Yumi                                       | Japonia                                               |               |
| Space Is the Place                 | John Coney                       | Sun Ra                                                                           | Statele Unite ale Americii                            |               |
| The Terminal Man                   | Mike Hodges                      | George Segal                                                                     | Statele Unite ale Americii                            |               |
| Zardoz                             | John Boorman                     | Sean Connery                                                                     | Regatul Unit al Marii Britanii și al Irlandei de Nord |               |

## Premii

### Premiul Hugo
Premiile Hugo decernate la Worldcon pentru cele mai bune lucrări apărute în anul precedent:
- Premiul Hugo pentru cel mai bun roman:[6] Rendez-vous cu Rama de Arthur C. Clarke
- Premiul Hugo pentru cea mai bună povestire:
- Premiul Hugo pentru cea mai bună prezentare dramatică:
- Premiul Hugo pentru cea mai bună revistă profesionistă:
- Premiul Hugo pentru cel mai bun fanzin:

### Premiul Nebula
Premiile Nebula acordate de Science Fiction and Fantasy Writers of America pentru cele mai bune lucrări apărute în anul precedent:
- Premiul Nebula pentru cel mai bun roman:[7]
- Premiul Nebula pentru cea mai bună nuvelă:
- Premiul Nebula pentru cea mai bună povestire:

### Premiul Saturn
Premiile Saturn sunt acordate de Academy of Science Fiction, Fantasy and Horror Films:
- Premiul Saturn pentru cel mai bun film științifico-fantastic: Rollerball regizat de Norman Jewison